# Cédric Kanté
Cédric Kanté (* 6. Juli 1979 in Straßburg) ist ein ehemaliger malischer Fußballspieler mit französischem Reisepass.

## Karriere
Kanté begann seine Karriere 1996 bei Racing Straßburg, wo er 1999 in die erste Mannschaft geholt wurde. In der ersten Saison mit dem Verein wurde man Neunter in der Liga. In der zweiten Saison wurde man 18. und stieg aus der höchsten französischen Spielklasse ab, jedoch konnte man mit einem Sieg im Elfmeterschießen gegen den SC Amiens den Pokal gewinnen. 2001 wechselte er zum FC Istres. Dort wurde der Malier am Ende der Saison mit den Mannen von Istres 17. in der Tabelle der zweiten Liga. Daraufhin folgte wiederum ein Wechsel und Kanté wechselte zu ASOA Valence. Beim Aufsteiger in die Ligue 2 wurde er auf Anhieb Stammspieler und konnte sich für eine Rückkehr zu Racing Straßburg empfehlen. Diese Rückkehr folgte nach Platz 13, 2003. Nach den Plätzen 13 und 11 folgte 2006 der Abstieg aus der Ligue 1, wobei 2004/05 der französische Ligacup gewonnen wurde, was Racing in den UEFA-Cup brachte. Nach dem zweiten Abstieg kehrte er Straßburg den Rücken und ging zu OGC Nizza. Mit einem 16. Platz begann sein weiterer Weg in Nizza, darauf folgten ein achter und ein neunter Platz 2007/08 und 2008/09.
2009 unterschrieb der Abwehrspieler beim griechischen Erstligisten Panathinaikos Athen. Nach seiner Rückkehr nach Frankreich im Jahr 2012, spielte er zunächst für den FC Sochaux in der Ligue 1. Am Ende der Saison 2013/14 stieg er mit der Mannschaft in die Ligue 2 ab, Kanté unterschrieb jedoch vor Beginn der neuen Zweitligaspielzeit einen Vertrag bei AC Ajaccio. Im Jahr 2015 wechselte Kanté zum Amateurverein ASPV Strasbourg.
Kanté nahm am Afrika-Cup 2008 in Ghana für Mali teil. Dort wurde er in allen drei Gruppenspielen eingesetzt, jedoch wurde man in der Gruppe hinter der Elfenbeinküste und Nigeria nur Dritter und konnte sich damit nicht für die KO-Phase qualifizieren. Bei Afrikameisterschaft 2012 führte Kanté Mali als Kapitän zur Bronzemedaille.

## Erfolge
- Griechischer Meister: 2010
- Griechischer Pokalsieger: 2010
- Französischer Pokalsieger 2001
- Französischer Ligapokalsieger 2005
- Fußball-Afrikameisterschaft: Dritter Platz 2012